# Berliner Platz (Stuttgart)

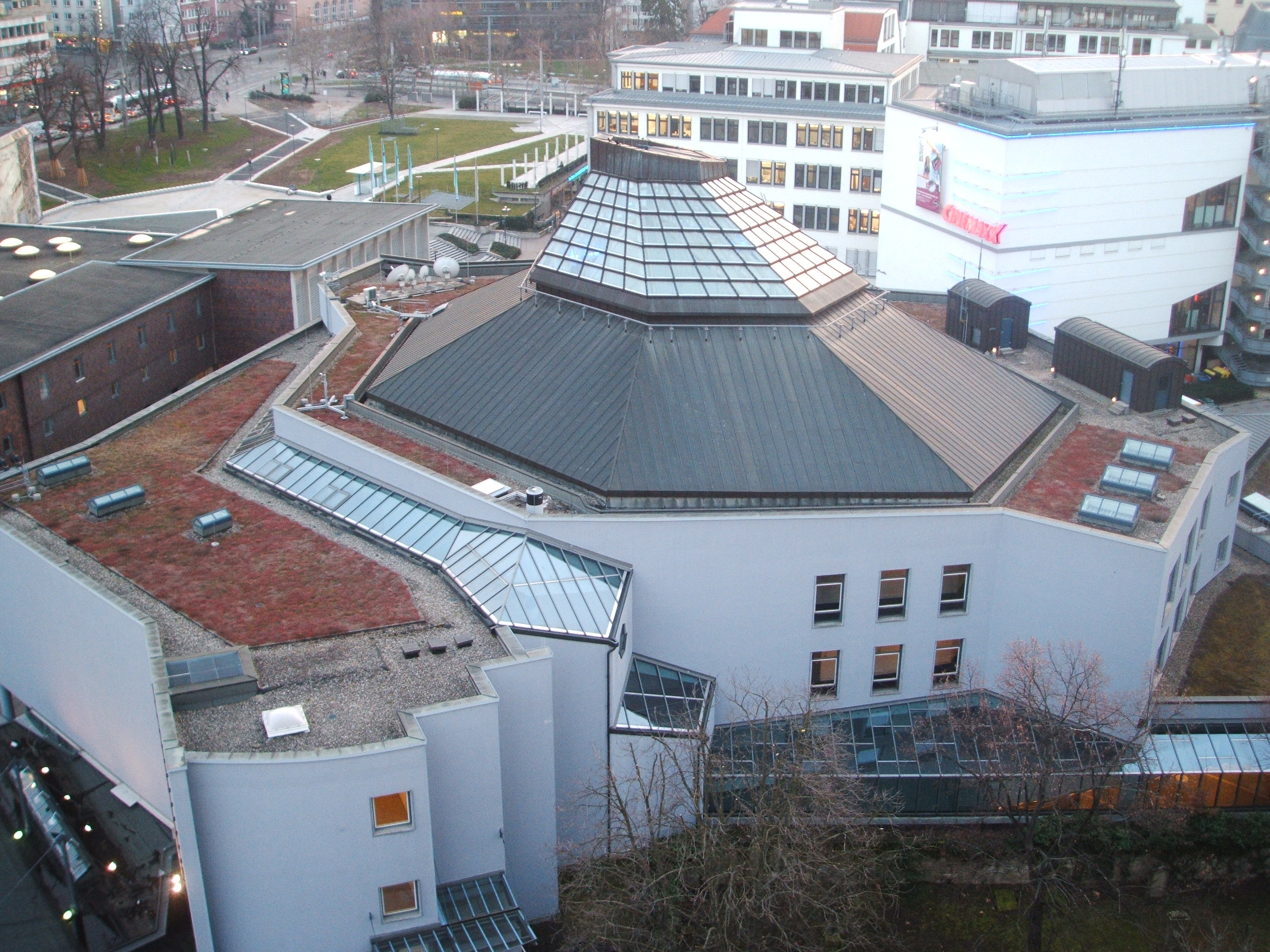
Blick von Nordosten auf das Kongressgebäude, Berliner Platz 3. Im Hintergrund Grünflächen und die Kreuzung Berliner Platz/Schlossstraße.

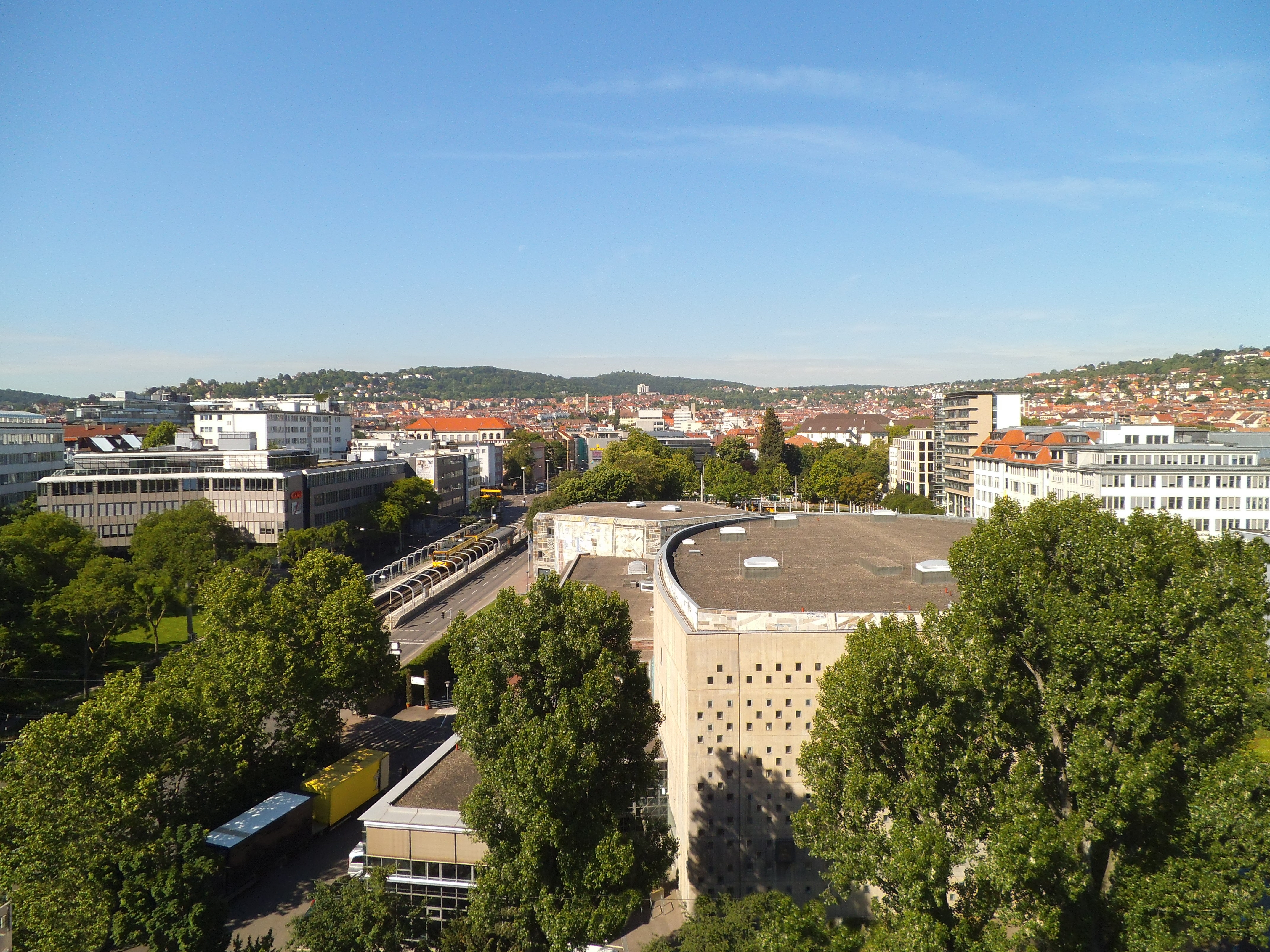
Blick von Osten auf die Liederhalle, Berliner Platz 1. Im Vordergrund der Beethoven-Saal, dahinter der fünfeckige Mozart-Saal, links davon die Schlossstraße. Die Bäume hinter dem Konzertgebäude gehören zum Berliner Platz.

Der Berliner Platz ist ein Platz westlich der Stadtmitte von Stuttgart, durch den die Straße „Berliner Platz“ verläuft. Am östlichen Rand liegt das Kultur- und Kongresszentrum Liederhalle. Der Berliner Platz ist ein bedeutender Verkehrsknotenpunkt.

## Lage und Anbindung

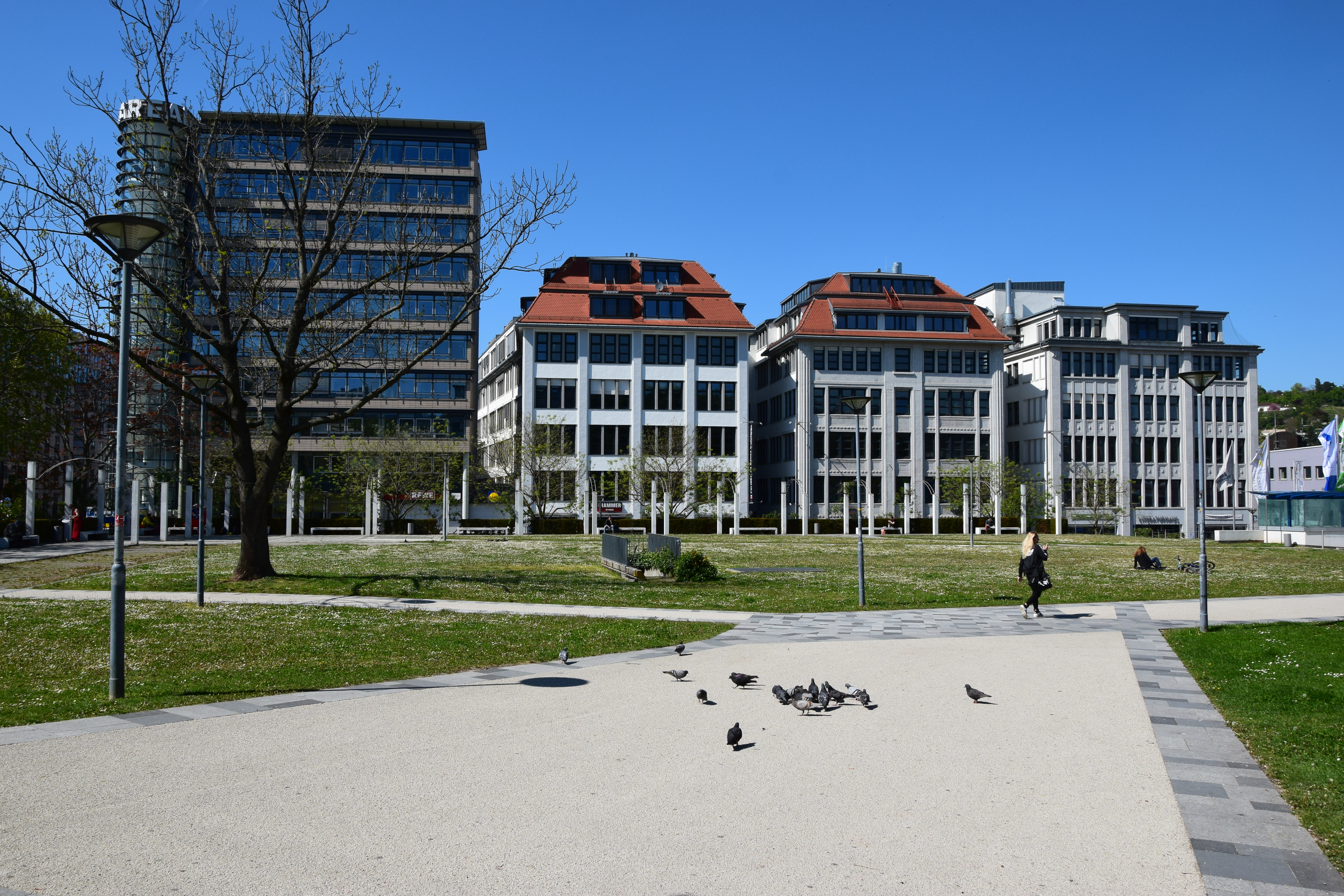
Blick vom Berliner Platz zum Bosch-Areal im Norden

Der Berliner Platz liegt an der Grenze der Stadtbezirke Stuttgart-Mitte und Stuttgart-West. Der Straßenabschnitt mit der Adresse „Berliner Platz“ verläuft annähernd in nord-südlicher Richtung. Beidseits befinden sich die Grünanlagen des Platzes. Die westliche Grünanlage, zu Stuttgart-West gehörig, wird „Silcheranlage“ genannt. Gegenüber im Osten, auf dem Gebiet von Stuttgart-Mitte, steht das Kultur- und Kongresszentrum Liederhalle mit der Adresse Berliner Platz 1–3 (Berliner Platz 1 ist das Konzertgebäude, Berliner Platz 3 das Kongressgebäude). Der Straßenabschnitt „Berliner Platz“ geht im Norden in die Seidenstraße über, die südliche Fortsetzung ist die Fritz-Elsas-Straße.
Umrandet ist der Platz von der Silcherstraße im Westen, der Büchsenstraße im Osten und der Schlossstraße im Süden. Die nördliche Begrenzung bilden die Breitscheidstraße und das Bosch-Areal, ein Gebäudeensemble unter anderem mit Geschäften, Gastronomie, einem Kino und dem Literaturhaus Stuttgart.
Hervorstechend sind die beiden Gebäude des Kultur- und Kongresszentrums Liederhalle am Ostrand. Im Süden, auf der gegenüberliegenden Seite der Schlossstraße, befinden sich Bürogebäude sowie ein markanter fünfstöckiger Bau mit dem Institut français und dem französischen Generalkonsulat. Am Rand der Grünfläche „Silcheranlage“ im Westen steht ein großer Bürokomplex des Versicherungsunternehmens HUK Coburg. 
An der zweigeteilten Haltestelle Berliner Platz (Liederhalle) verkehren die Straßenbahnlinien U1, U4, U9 und U11 sowie die Buslinien 41, 41 und N3. An der Haltestelle Berliner Platz (Hohe Straße) halten die Linien U1, U2, U4 und U11.

## Historie

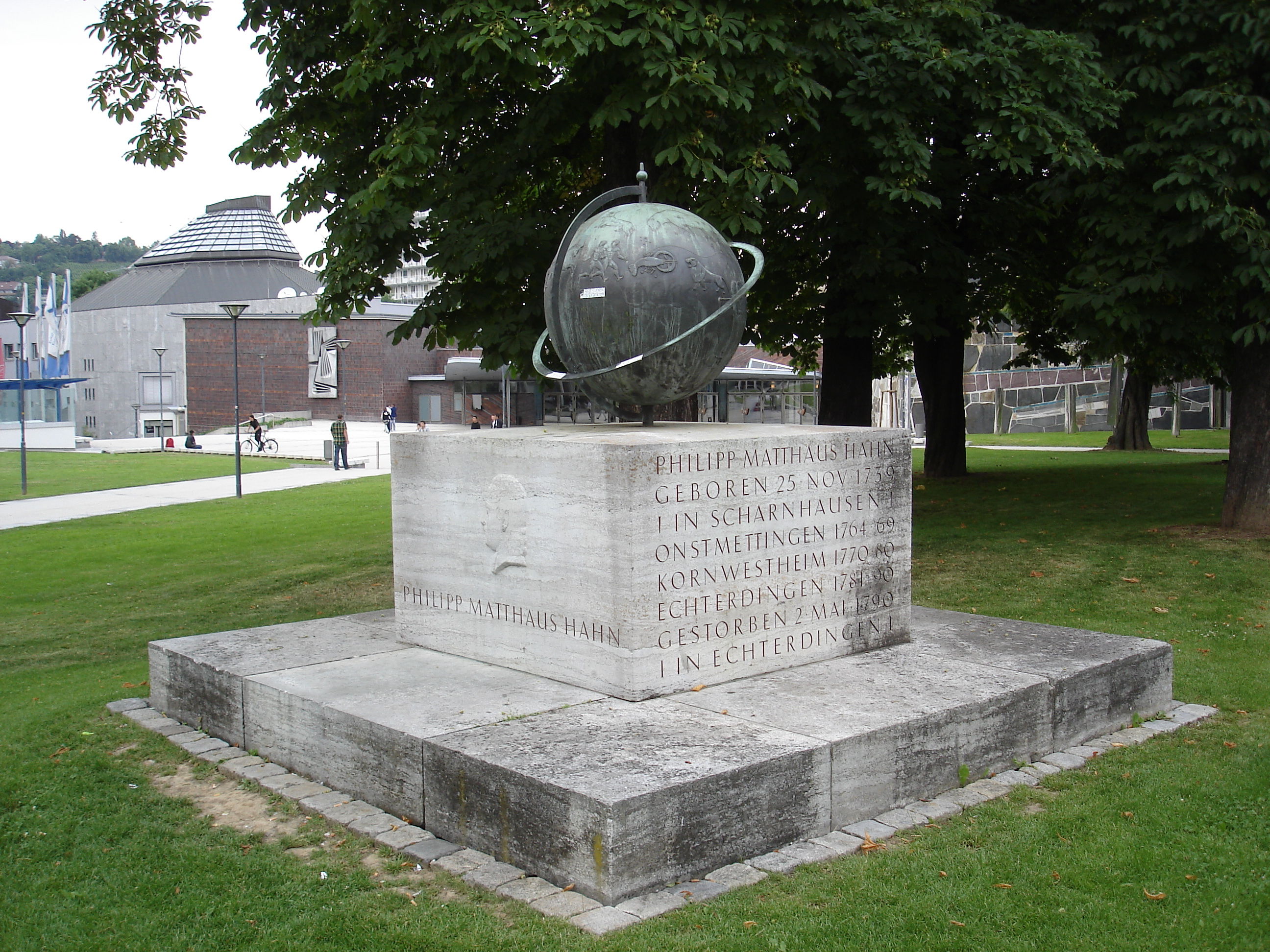
Denkmal für Philipp Matthäus Hahn (1956) am Berliner Platz, Ecke Schlossstraße. Hinter den Bäumen liegt der obere Haupteingang zum Konzertgebäude.

Der Stuttgarter Gemeinderat beschloss am 19. Juli 1956, diesen Bereich Berliner Platz zu nennen. In einem entsprechenden Dokument des Statistischen Amts von 28. August 1956 sind die Felder „bisherige Bezeichnung“, „benannt nach“ und „Anlass der Benennung“ ohne Inhalt. Den Berliner Platz gab es bereits vor dem Krieg, allerdings als namenlose Grünfläche mit Bäumen zwischen Seidenstraße und Liederhalle bzw. Büchsenbad. Als nach dem Zweiten Weltkrieg die neue Liederhalle fertiggestellt und eingeweiht wurde, musste auch das Vorfeld gestaltet werden. In den Zeiten der Deutschen Teilung, des Kalten Krieges und der geteilten Stadt Berlin war die Benennung Berliner Platz  opportun und lag im damaligen Zeitgeist. Einen Bezug des Platzes zu Berlin gab es in historischer Zeit nicht und gibt es auch heute nicht. Die Benennung war rein politisch motiviert. Im Nachschlagewerk „Die Stuttgarter Straßennamen“ ist lediglich festgehalten: „Berliner Platz (benannt 1956, Stadtteil Stuttgart-Mitte) nach der deutschen Hauptstadt Berlin.“
Zu Ehren des Pfarrers und Ingenieurs Philipp Matthäus Hahn (1739–1790) wurde auf dem Platz ein Denkmal errichtet. Es wurde von Peter Otto Heim geschaffen und am 14. Dezember 1956 eingeweiht. Die Bronze-Kugel auf dem Marmor-Sockel stellt den Himmelsglobus dar. Hahn hatte sich mit Sonnenuhren und Teleskopen beschäftigt.
Am Jahrestag der Wiedervereinigung 1990 ist am Berliner Platz ein so genannter Friedensbaum gepflanzt worden, gegen den Demonstranten protestiert hatten.
Einen Berliner Platz gibt es in vielen anderen deutschen Städten, darunter in Erfurt, Lübeck, Gießen und Ludwigshafen.